# Barnprogram
Ett barnprogram är en radio- och TV-genre som riktar sig till barn. Språket är vanligen något enklare, andelen våldsscener är lägre (eller mer överdrivet som i Tom och Jerry) och innehållet mer konkret än för traditionella vuxenprogram. I övrigt är det svårt att ge ett exakt innehåll, eftersom genren innehåller såväl faktaprogram, fiktion och eget deltagande. Det produceras många olika typer av barnprogram, delvis beroende på vilken ålder målgruppen har.

## Internationellt framgångsrika barnprogram
Några av de barnprogram som fått störst internationell spridning är dockserien Mupparna, Disneys olika tecknade serier, leranimationerna Pingu och den tecknade Linus på linjen.

## Barnprogram i svensk radio och TV

### Historik

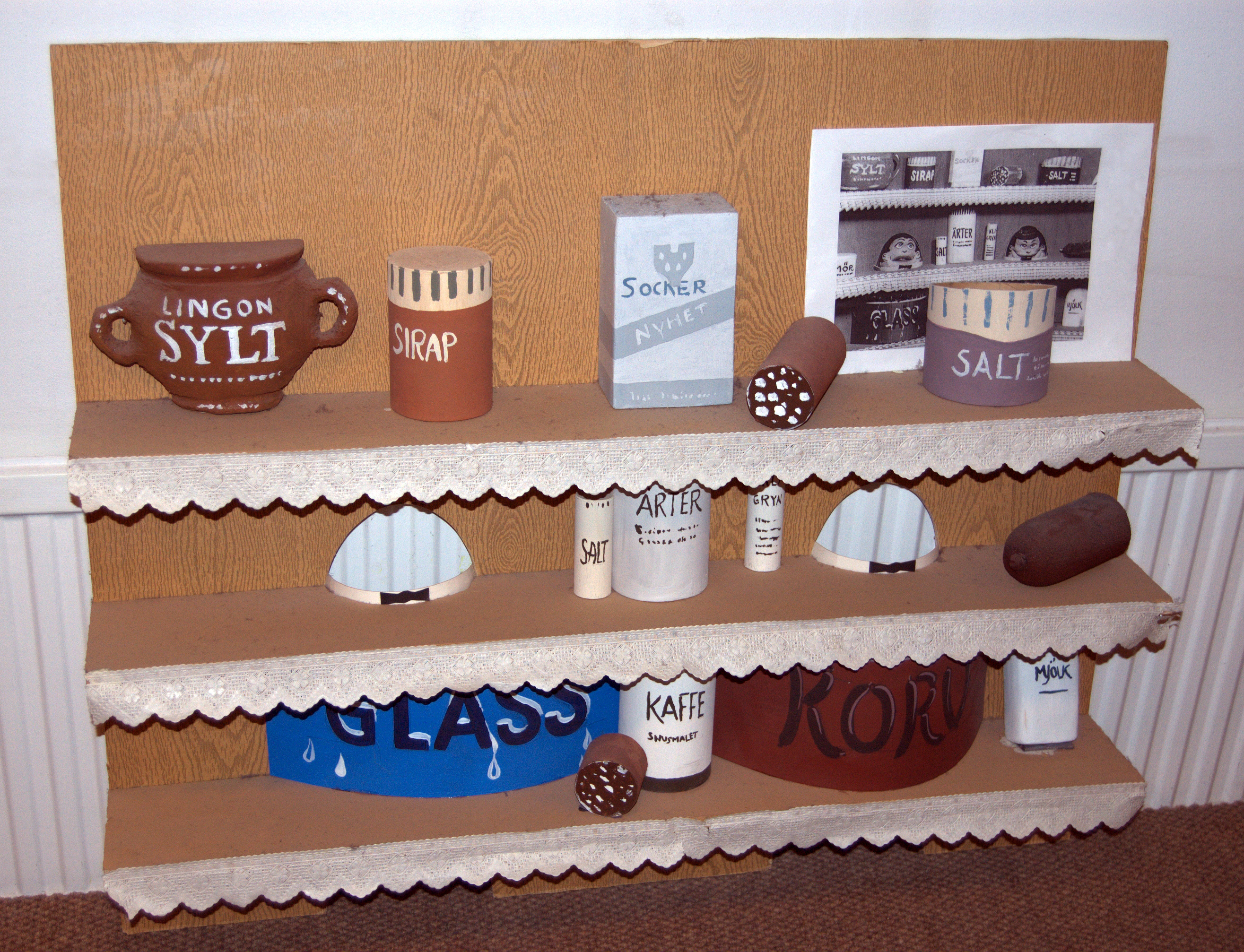
Humle och Dumles skafferi

Barnprogram har funnits i Sveriges Radio sedan Sven Jerring startade Barnens brevlåda 1925, ett program som sändes fram till 1972. I Sveriges Television har programmen förekommit sedan televisionen slog igenom i Sverige vid 1950-talets mitt. Det första barnprogrammet var Andy Pandy och hade köpts in från brittiska BBC. Vid TV-mediets barndom var det vanligt att en docka, som kontrollerades av en människa, framträdde. Drama och tecknade filmer och TV-serier var ovanliga.
Ett annat exempel på de tidiga barnprogrammen i TV är Humle och Dumle, som spelades av två upp-och-nedvända hakor.
Med tiden har dock andelen drama och tecknat ökat. År 1960 började man visa Kalle Anka och hans vänner önskar God Jul kl. 15.00-15.50 varje julafton och under 1960-talet kom flera dramaproduktioner. En av de tidigaste var Alla vi barn i Bullerbyn inspelad 1960, och visad 1962. Tecknade Familjen Flinta började visas 1961. Julkalendern har visats i TV sedan 1960.
Mellan slutet av 1960-talet och början av 1990-talet visades flera program av varierande karaktär, inhemska program och inköpta program, tecknade program, dramaproduktioner och barnprogram med dockor eller vuxna som pysslade och berättade sagor. Barnprogrammen hade skilt ursprung och köptes in från såväl USA och Storbritannien som Östeuropa. Vissa av det tidiga 1970-talets barnprogram i SVT kritiserades i samhällsdebatten av meningsmotståndare för att fara politiskt vänstervinklade.
Ett utmärkande barnprogram var Barnjournalen som visades mellan 1972 och 1991. Det var ett slags nyhetsmagasin för barn, och en föregångare till det som 1993 blev Lilla Aktuellt.
Under 1990-talet etablerades alltfler kommersiella kanaler, något som i hög grad påverkat barnprogrammen. Utmärkande för barnprogrammen i de kommersiella kanalerna är bland annat att de i större utsträckning är animerade, och att de oftast är amerikanska eller japanska, och dubbade eller textade till svenska. Sveriges Television har dock fortsatt ungefär som under monopolperioden med både egenproducerade och inköpta program samt dramaproduktioner etc. Sveriges Television är dessutom ensamma om att visa barnprogram på kvällstid.

### Innehåll och utveckling

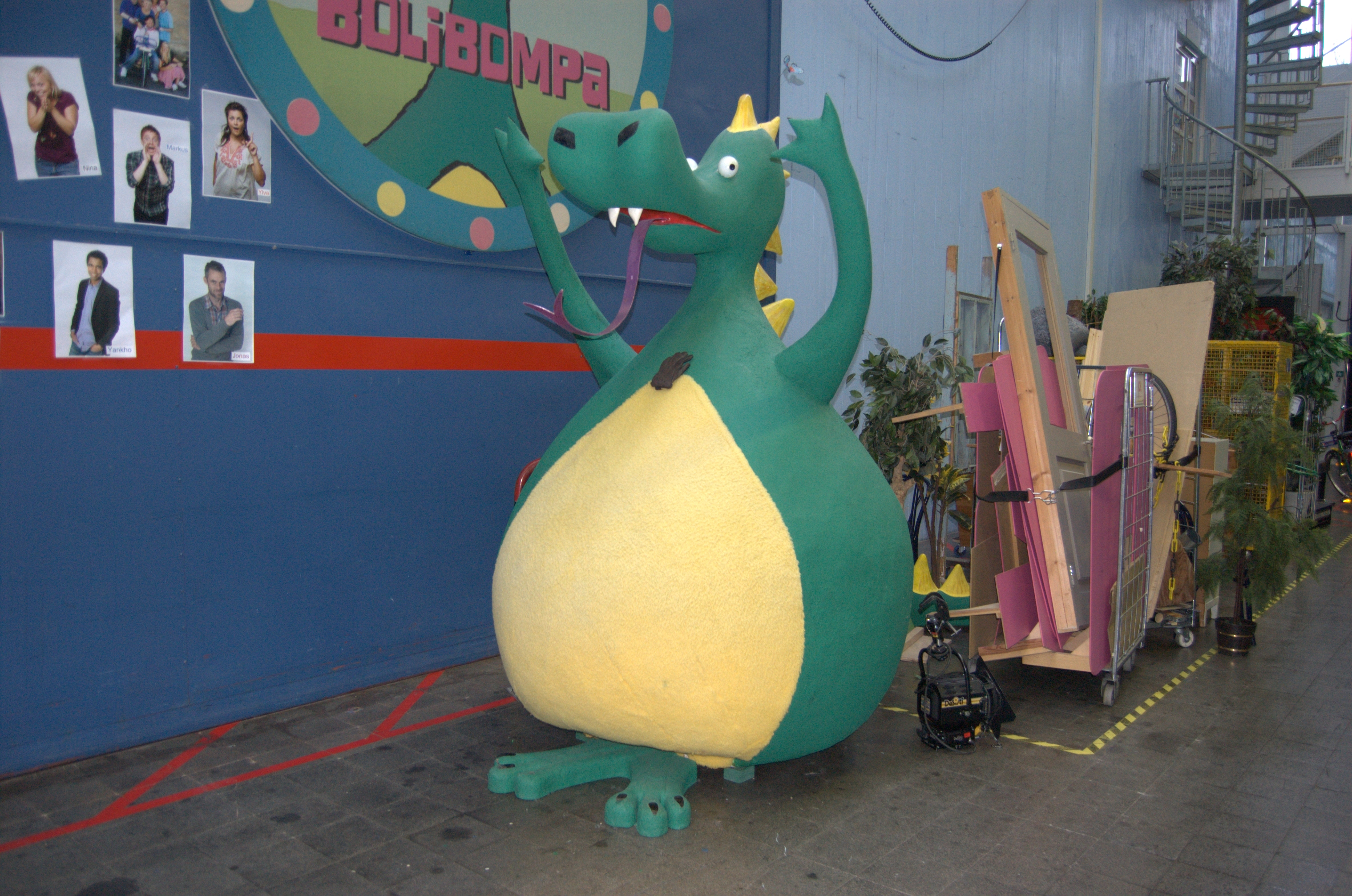
Bolibompadraken symboliserar Sveriges Televisions program Bolibompa.

Sveriges Television visade ett entimmesblock med barnprogram varje dag mellan klockan 18.00 och 19.00 samt ett block med barnprogram på helgmorgnar. Samtliga barnprogram visades i SVT1. Dessa bestod av en blandning av tecknade program, dramaproduktioner, magasinsprogram med mera. Programmen var både egenproducerade och inköpta. Barnprogrammen presenterades oftast av en särskild "barnhallåa" under vinjetten Bolibompa.
TV3 och Kanal 5 visade barnprogram varje morgon. Majoriteten av dessa var inköpta och tecknade.
TV4 visade barnprogram varje vardag mellan 16.00 och 16.30 och på helgmorgnar, samt en kvart varje vardagsmorgon. I likhet med SVT hade TV4 särskilda "hallåor" för sina barnprogram. TV4:s utbud av barnprogram var dock begränsat, då svensk lag hindrar dem från att visa reklam riktad till barn under 12 år.
Barnprogram i allmänna kanaler har under åren försvunnit allt mer och istället sänds barnprogram i renodlade barnkanaler med svenskt tal, som numera går under namnen:
- SVT Barn
- Cartoon Network
- Boomerang
- Nickelodeon Sverige
- Nick Jr.
- Disney Channel Skandinavien
- Disney XD
- Disney Junior

Förutom SVT Barn, som är svensk, är samtliga kanaler svenska eller skandinaviska versioner av de amerikanska originalkanalerna.

## Exempel på barnprogram

### På TV
Se Lista över barnprogram i TV.

### I radio
- Barnens brevlåda
- Nicke Lilltroll

Se även:Sveriges Radios julkalender